# Helobdella papillata
Helobdella papillata är en ringmaskart som först beskrevs av Moore 1906.  Helobdella papillata ingår i släktet Helobdella och familjen broskiglar. Inga underarter finns listade i Catalogue of Life.